# Ероздино
 Ероздино  (коми Йӧрӧсдін) — деревня в Усть-Вымском районе Республики Коми Российской Федерации. Входит в состав сельского поселения Студенец.

## География
Расположена на левом берегу реки Вымь расстоянии примерно 25 км по прямой на восток от районного центра села Айкино.

## История
Известна с 1602 года как деревня Ерызда с 6 жилыми дворами и часовней. В 1784 существовали Верхнее Ероздино — 13 дворов, 86 человек и Нижнее Ероздино — 8 дворов, 39 человек. В 1926 в Верхнем Ероздино было 38 дворов, 145 человек, в Нижнем Ероздино — 38 дворов, 181 человек. В 1966 Верхнее и Нижнее Ероздино были объединены в один населённый пункт — деревню Ероздино.

## Население
| 2010 |
| ---- |
| 6    |

В 1747 отмечено наличие 64 жителей мужского пола. В 1859—169 человек, в 1918—367. К 1970 в Ероздино осталось 39 человек, в 1989 11 (63 % коми, остальные русские).
Постоянное население составляло 5 человек (коми 100 %) в 2002 году, 6 в 2010.

## Известные уроженцы, жители
- Туркин, Адольф Иванович (1936—1996) — российский филолог и писатель.

## Инфраструктура
Личное подсобное хозяйство с зоной сельскохозяйственного использования, индивидуальная застройка усадебного типа. В 1602 году здесь было 6 дворов, в 1646 — 9, в 1678 − 13, 1859 — 25. 

## Транспорт
Просёлочные дороги. 